# フィルアップトレーニング
フィルアップトレーニング（貯血トレーニング）は、2015年2月よりチャージと改名された（以降チャージ）。
チャージは、腕または脚に巻いた専用のカフに適正量の空気を充填して2～3分待つ事で筋力アップなどの効果を得る方法。チャージ専用の機器に「KENZOまん」がある。
「KENZOまんマスタートレーナー（トレーナー）」は私企業である株式会社 ケン・コーポレーション が発行している民間資格。この資格は、専用の資格取得セミナーを受講後、試験に合格すると取得できる。KENZOまんを購入、運用するにはKENZOまんトレーナー（マスタートレーナー）資格を取得する。
トレーニングが筋肉のタンパク質に注目する傾向が強いが、チャージは筋肉の水分に着目したのが特徴である。
チャージの効果を出すためには、筋肉を疲れさせてはならない。つまり筋肉が疲れるようなトレーニングしないのが大きな特徴といえる。
運動することなく、数分後には40%もパワーが上がるケースが報告されている。

## メカニズム
2013年5月、発明者である池上信三（動作分析家、トレーニングデザイナー）が「栄養豊富な血液が筋肉を満たせばパワー発揮出来るのでは」という基本発想から作り上げたトレーニング方法（特許出願中）。
カフによって適切に循環を制御する事で上肢又は下肢の筋肉を活性化して効果を出す。また、身体各部にチャージの効果を波及させるストレッチ動作を行うことで全身効果を高める事も出来る。
チャージは、筋力アップ及び筋肉膨隆が主な効果。これらの効果をトレーニングせずに実現するのが特長。一部位のチャージ所要時間は3分間程度。
筋力運動していないと徐々に萎縮していくが、チャージは、エネルギーと栄養が豊富な血液を溜めることで筋力を回復させる。